# Acquedotto romano di Alba Fucens
L'acquedotto romano di Alba Fucens è un acquedotto di epoca romana risalente al I secolo a.C., nel periodo tardo-repubblicano, che portava l'acqua dalla sorgente di Santa Jona alla città antica di Alba Fucens, sito archeologico del contemporaneo comune di Massa d'Albe (AQ), in Abruzzo.

## Storia e descrizione
L'acquedotto romano di Alba Fucens fu realizzato in età repubblicana per servire l'omonima città antica, fondata dai romani come colonia nel IV secolo a.C. in territorio equicolo al confine con quello dei Marsi. L'infrastruttura si rese necessaria per servire la città, in piena espansione nel periodo repubblicano, inclusi le tabernae, il macellum e le terme, queste ultime edificate con ogni probabilità nel corso dell'età sillana. La condotta a scorrimento libero captava le acque della sorgente di Santa Eugenia a 1120 m s.l.m. dei monti della Magnola, nei pressi del contemporaneo paese di Santa Jona (comune di Ovindoli), per portarle, lungo un canale ipogeo di circa 10 chilometri, nell'area urbana albense. In località Arci di Massa d'Albe, dopo aver attraversato Forme e Fonte Capo la Maina dove erano collocati canali di adduzione e captazione, un sifone rovescio forzando la condotta consentiva di far risalire le acque attraverso lo specus (canale d'acqua) dalla piccola convalle fino al territorio della città antica, collocato tra i 950 e i 1020 m s.l.m..
Nel 2015 sono stati effettuati dei lavori di messa in sicurezza e valorizzazione del ponte sifone situato a circa 3,7 chilometri da Alba Fucens.